# Kriegspfarrer
Kriegspfarrer ist die Bezeichnung für die Priester und Pastoren, die im Zweiten Weltkrieg vor dem Hintergrund § 27 des Reichskonkordats und seines Geheimanhangs in der Wehrmacht dienten.

Symbolbild – Grab eines Heeresoberpfarrer und Wehrmachtdekan im Wehrkreis IV 1939 – Alter Katholischer Friedhof Dresden

Während zu Kriegsbeginn freiwillige Meldungen von Zivilpfarrern erfolgten, wurde ab Februar 1940 nur noch aus der Truppe rekrutiert. So wurden katholische Priester eingezogen, als Sanitäter ausgebildet und nach unterschiedlich langem Einsatz zur Teilnahme an den achttägigen Lehrgang für Kriegspfarrer in Berlin kommandiert. Ebenso evangelische Pastoren, die es teilweise bis zum Offizier gebracht hatten. Nach dem Lehrgang wurden sie zum Kriegspfarrer auf Kriegsdauer (a. K.) ernannt und hatten den Rang eines Hauptmanns. Nach einem Jahr erfolgte die Beförderung in den Rang eines Majors, den auch die Wehrmachtpfarrer auf Lebenszeit hatten. Sie wurden auch als Feldseelsorger bezeichnet und wirkten in der Wehrmacht in Lazaretten, Stäben, Gefängnissen oder bei der Truppe. Als ab 1942 Wehrpflichtige auch zur Waffen-SS eingezogen wurden, waren sie zunehmend auch dort tätig.
Gemäß dem Merkblatt über Feldseelsorge hatten die Kriegspfarrer auf dem Boden religiöser Neutralität die Aufgabe, die Kampfkraft der Soldaten zu stärken. Dazu führten sie vor größeren Kämpfen Messen, Generalabsolutionen und Abendmahlfeiern durch. Regelmäßig wurden Gottesdienste mit Beichte, Kommunion oder Gebetsstunden abgehalten. Darüber hinaus nahmen sie Testamente auf oder verschickten Trostbriefe an Hinterbliebene von Gefallenen. Auch wirkten sie an der Durchführung von Bestattungen und Trauerfeiern mit. Vor diesem Hintergrund konnten sie selbständig und weitgehend problemlos ihren Aufgaben nachkommen. Als 1942 in einer Richtlinie die konfessionelle Militärseelsorge betont wurde, sahen sich besonders die katholischen Seelsorger und die der Bekennenden Kirche von der Verantwortung für die staatlichen Kriegsziele befreit.
Stets nahmen die Kriegspfarrer die Aufgaben der im Reichskonkordat auch als Heeresseelsorge bezeichneten Militärseelsorge wahr. Für die Kriegstagebücher ihrer Kommandobehörden hatten sie darüber vierteljährlich einen Tätigkeitsbericht abzugeben. Sie unterstanden dem jeweiligen dienstaufsichtführenden Wehrmachtdekan und Wehrmachtoberpfarrer bei der Heeresgruppe und dem Armeeoberkommando. Oberste Vorgesetzte waren der katholische Feldbischof Franz Justus Rarkowski bzw. evangelische Feldbischof Franz Dohrmann.
Der Kriegspfarrer im Heer trug im Einsatz die gleiche Felduniform wie die Soldaten, die er betreute, ohne Schulterstücke oder Rangabzeichen, allerdings mit violett unterlegten Kragenspiegeln in Silberstickerei. Auf der Schirmmütze, mit Silberkordel und violetter Paspelierung am Mützenrand, befand sich zwischen Hoheitsabzeichen und Kokarde ein kleines Kreuz in gotischer Form (katholischer Pfarrer) oder ein einfaches Kreuz (evangelischer Pfarrer).
Bei Angriffen im Vormarsch waren sie ebenso dabei wie im Kessel von Stalingrad und in der Kriegsgefangenschaft. Ihre Seelsorge mit engem Kontakt auch zu einfachen Soldaten führte zu einem hohen Ansehen, das von Hitler und Goebbels zunehmend gefürchtet wurde. Ab 1944 wurden daher Nationalsozialistische Führungsoffiziere (NSFO) in die Führungsstäbe der Wehrmacht integriert, um in Konkurrenz zu den Seelsorgern die Offiziere auf die Parolen der Partei einzuschwören.